# Военно-морские силы Бразилии
Военно-морские силы Бразилии (порт. Marinha do Brasil) — один из трёх видов Вооружённых сил Бразилии. В основном включают в себя военно-морской флот, военно-морскую авиацию, морскую пехоту, части и подразделения специального назначения.

## Организация
Управление всеми силами, за исключением морской пехоты, осуществляется через Оперативное командование ВМС (порт. Comando de Operações Navais) со штабом в столице страны.

### Военно-морской флот

#### Военно-морские округа
- 1-й военно-морской округ ВМС Бразилии (Рио-де-Жанейро)
- 2-й военно-морской округ ВМС Бразилии (Салвадор)
- 3-й военно-морской округ ВМС Бразилии (Натал)
- 4-й военно-морской округ ВМС Бразилии (Белен)
- 5-й военно-морской округ ВМС Бразилии (Риу-Гранди)
- 6-й военно-морской округ ВМС Бразилии (Ладариу)
- 7-й военно-морской округ ВМС Бразилии (Бразилиа)
- 8-й военно-морской округ ВМС Бразилии (Сан-Паулу)
- 9-й военно-морской округ ВМС Бразилии (Манаус)

### Морская авиация
Сведена в Командование авиации флота (порт. Comando da Força Aeronaval) со штабом на авиастанции Сан-Педро (Рио-де-Жанейро), подчинённое Оперативному командованию ВМС.
Основной ударной силой является эскадрилья (20 машин) палубных штурмовиков Skyhawk A-4MB (бразильское обозначение AF-1), закупленных у Кувейта (бывшие A-4KU). Они предназначены для действий с авианосца «Сан-Паулу» (бывший французский Фош). Имеются также 3 машины в учебно-тренировочном варианте. С 15 февраля 2017 года авианосец выведен из состава флота, самолёты перебазированы на аэродром военной базы ВМС Бразилии Sao Pedro da Aldeia Base.
Дополнительно, 12 двухместных машин с 2009 года находятся в процессе модернизации компанией Embraer.
Подготовка лётчиков проводилась в 1998—2001 годах с помощью частного контрактора в США (Kay & Associates, авиастанция Меридиан). Палубная квалификация прошла на авианосце «Минас Жераис» в январе 2001 года (с участием американских инструкторов).
Остальные силы состоят из вертолётов различных классов.
Морская авиация базируется на авиастанции:
- Сан-Педро (порт. Base Aérea Naval de São Pedro da Aldeia), штат Рио-де-Жанейро
- Ладариу (порт. Base Fluvial de Ladário), штат Мату-Гросу-ду-Сул, на территории ВМБ

Кроме того, морская авиация использует авиабазу в Манаус (порт. Base Aérea de Manaus) и аэродром на острове Терраплено де Лесте (порт. Ilha do Terrapleno de Leste)

## Боевой состав

### Военно-морской флот
| подводная лодка типа 209/1400             | S30   | «Тупи»           | с 6 мая 1989 года         | в строю                    | |  |
| подводная лодка типа 209/1400             | S31   | «Тамойо»         | с 12 декабря 1994 года    | в строю                    | |  |
| подводная лодка типа 209/1400             | S32   | «Тимбира»        | с 27 декабря 1996 года    | в строю                    | |  |
| подводная лодка типа 209/1400             | S33   | «Тапажо́»         | с 21 декабря 1999 года    | в строю                    | |  |
| подводная лодка типа 209/1400             | S34   | «Тикуна»         | с 16 декабря 2005 года    | в строю                    | |  |
| Подводные лодки типа «Скорпен»            | S40   | «Риачуэло»       | с 1 сентября 2022         | в строю                    | |  |
| Подводные лодки типа «Скорпен»            | S41   | «Умаита»         | с 15 января 2024          | в строю                    | |  |
| Подводные лодки типа «Скорпен»            | S42   | «Тонелеро»       | 2025 (план)               | готовится к спуску на воду | |  |
| Подводные лодки типа «Скорпен»            | S43   | «Ангостура»      | 2026 (план)               | в постройке                | |  |
| Вертолетоносец                            |       |                  |                           |                            | |  |
| Вертолетоносец HMS Ocean (L12)            | А 140 | Atlântico        | передан 29 июня 2018 года | планируется                | британский десантный вертолетоносец HMS Ocean (L12), вывод из состава ВМС Великобритании в марте 2018. |  |
| Фрегаты                                   |       |                  |                           |                            | |  |
| фрегат класса «Нитерой»                   | F40   | Niterói          | с 1976 года               |                            | Бывший Великобритания                                                                                  |  |
| фрегат класса «Нитерой»                   | F41   | Defensora        | с 1977 года               |                            | Бывший Великобритания                                                                                  |  |
| фрегат класса «Нитерой»                   | F42   | Constituição     | с 1978 года               |                            | Бывший Великобритания                                                                                  |  |
| фрегат класса «Нитерой»                   | F43   | Liberal          | с 1979 года               |                            | Бывший Великобритания                                                                                  |  |
| фрегат класса «Нитерой»                   | F44   | Independência    | с 1980 года               |                            | Бывший Великобритания                                                                                  |  |
| фрегат класса «Нитерой»                   | F45   | União            | с 1981 года               |                            | Бывший Великобритания                                                                                  |  |
| фрегат типа 22                            | F46   | Greenhalgh       | нет данных                |                            | бывший HMS Broadsword (F88)                                                                            |  |
| фрегат типа 22                            | F48   | Bosísio          | нет данных                |                            | бывший HMS Brazen (F91)                                                                                |  |
| фрегат типа 22                            | F49   | Rademaker        | нет данных                |                            | бывший HMS Battleaxe (F89)                                                                             |  |
| Корветы                                   |       |                  |                           |                            | |  |
| корвет класса Inhaúma                     | V30   | Inhaúma          | с декабря 1989 года       |                            | |  |
| корвет класса Inhaúma                     | V31   | Jaceguai         | с 1991 года               |                            | |  |
| корвет класса Inhaúma                     | V32   | Júlio de Noronha | с 1993 года               |                            | |  |
| корвет класса Inhaúma                     | V33   | Frontin          | с 1995 года               |                            | |  |
| корвет класса Barroso                     | V34   | Barroso          | c 19 августа 2009 года    |                            | |  |
| Десантные корабли                         |       |                  |                           |                            | |  |
| Танкодесантные корабли типа «Ньюпорт»     | G28   | Mattoso Maia     | нет данных                |                            | бывший USS Cayuga (LST-1186)                                                                           |  |
| танкодесантный корабль                    | G29   | Garcia d'Ávila   | нет данных                |                            | бывший RFA Sir Galahad (L3005)                                                                         |  |
| танкодесантный корабль класса Round Table | G25   | Almirante Saboia | нет данных                |                            | бывший RFA Sir Bedivere (L3004)                                                                        |  |
| десантный корабль-док класса Thomaston    | G30   | Ceará            | нет данных                |                            | бывший USS Hermitage (LSD-34)                                                                          |  |
| десантный корабль-док класса Thomaston    | G31   | Rio de Janeiro   | нет данных                |                            | бывший USS Alamo (LSD-33)                                                                              |  |
| Мониторы                                  |       |                  |                           |                            | |  |
|                                           | U17   | "Parnaiba"       | c 1938 года               |                            | |  |
| Сторожевые корабли                        |       |                  |                           |                            | |  |
|                                           |       |                  |                           |                            | |  |
|                                           |       |                  |                           |                            | |  |
| Вспомогательные корабли                   |       |                  |                           |                            | |  |
|                                           |       |                  |                           |                            | |  |
|                                           |       |                  |                           |                            | |  |
| Учебные корабли                           |       |                  |                           |                            | |  |
|                                           |       |                  |                           |                            | |  |
|                                           |       |                  |                           |                            | |  |

### Военно-морская авиация
| Обозначение формирования или части                   | Вооружение и оснащение                                                                | Место расположения |
| ---------------------------------------------------- | ------------------------------------------------------------------------------------- | ------------------ |
| 1-я истребительно-штурмовая авиационная эскадрилья   | McDonnell-Douglas A-4KU Skyhawk II (AF-1) McDonnell-Douglas ТA-4KU Skyhawk II (AF-1А) | Сан-Педру-да-Алдея |
| 1-я разведывательно-штурмовая вертолётная эскадрилья | Westland Super Lynx Mk.21A (AH-11A)                                                   | Сан-Педру-да-Алдея |
| 1-я противолодочная вертолётная эскадрилья           | Agusta-Sikorsky ASH-3H Sea King (SH-3A) Sikorsky SH-3H Sea King (SH-3B)               | Сан-Педру-да-Алдея |
| 1-я вертолётная эскадрилья общего назначения         | Helibrás HB 350 Esquilo (UH-12) Helibrás HB-355 Esquilo (UH-13)                       | Сан-Педру-да-Алдея |
| 2-я вертолётная эскадрилья общего назначения         | Aérospatiale AS.332F1 Super Puma (UH-14) Eurocopter AS.532 MK1 Cougar (UH-14)         | Сан-Педру-да-Алдея |
| 3-я вертолётная эскадрилья общего назначения         | Helibrás HB 350 Esquilo (UH-12)                                                       | Манаус             |
| 4-я вертолётная эскадрилья общего назначения         | Bell 206B Jet Ranger III (IH-6B)                                                      | Ладариу            |
| 5-я вертолётная эскадрилья общего назначения         | Helibrás HB 350 Esquilo (UH-12) Helibrás HB-355 Esquilo (UH-13)                       | Риу-Гранди         |
| 1-я учебная вертолётная эскадрилья                   | Bell 206 Jet Ranger III (IH-6B)                                                       | Сан-Педру-да-Алдея |

## Техника и вооружение

### Военно-морская авиация
Данные о технике и вооружении Авиации ВМС Бразилии взяты с официальной страницы морской авиации, а также со страницы журнала Aviation Week & Space Technology.
| Тип                         | Оригинальное название                            | Бразильское обозначение       | Производство   | Назначение                       | Количество | Примечания                                                                  |
| Самолёты                    | Самолёты                                         | Самолёты                      | Самолёты       | Самолёты                         | Самолёты   | Самолёты                                                                    |
| --------------------------- | ------------------------------------------------ | ----------------------------- | -------------- | -------------------------------- | ---------- | --------------------------------------------------------------------------- |
| А-4 Скайхок ТА-4 Скайхок    | McDonnell Douglas A-4KU McDonnell Douglas TA-4KU | AF-1 Skyhawk AF-1A Skyhawk    | США            | палубный штурмовик учебно-боевой | 20 3       | бывшие самолёты ВВС Кувейта                                                 |
| Вертолёты                   |                                                  |                               |                |                                  |            |                                                                             |
| Белл 206B                   | Bell Helicopter Textron 206B                     | IH-6B Bell Jet Ranger         | США            | многоцелевой вертолёт            | 18         |                                                                             |
| AS.322F Супер Пума          | Eurocopter AS332F                                | UH-14 Super Puma              | Франция        | транспортный вертолёт            | 5          |                                                                             |
| AS.532 Кугар                | Eurocopter AS532                                 | UH-14 Super Puma              | Франция        | транспортный вертолёт            | 2          |                                                                             |
| AS.355F2 Экьюрель           | Eurocopter AS355F2                               | UH-13 Esquilo                 | Франция        | многоцелевой вертолёт            | 8          |                                                                             |
| HB 350B Эскило              | Helicopteros do Brasil SA HB 350B                | UH-12 Esquilo                 | Бразилия       | многоцелевой вертолёт            | 17         | французский вертолёт Eurocopter AS355F2 по лицензии производился в Бразилии |
| SH-3A Си Кинг SH-3B Си Кинг | Sikorsky SH-3A Sikorsky SH-3B                    | SH-3A Sea King SH-3B Sea King | США            | противолодочный вертолёт         | 7          |                                                                             |
| Супер Линкс Mk 21A          | Westland Lynx HAS Mk 21A                         | Westland AH-11A Super Lynx    | Великобритания | противолодочный вертолёт         | 13         |                                                                             |

### Морская пехота
| Тип              | Производство | Назначение       | Количество   | Примечания   |              |
| Бронетехника     | Бронетехника | Бронетехника     | Бронетехника | Бронетехника | Бронетехника |
| ---------------- | ------------ | ---------------- | ------------ | ------------ | ------------ |
| SK-105 Kürassier | Австрия      | лёгкий танк      | нет данных   |              |              |
| AAV-7A1          | США          | бронетранспортёр | нет данных   |              |              |
|                  |              |                  |              |              |              |
| Вездеходы        |              |                  |              |              |              |
|                  |              |                  |              |              |              |
| Артиллерия       |              |                  |              |              |              |
|                  |              |                  |              |              |              |
|                  |              |                  |              |              |              |
|                  |              |                  |              |              |              |

## Префикс кораблей и судов
Корабли и суда современного бразильского флота имеют префикс NRB (Navio do República Brasileiro) — «Корабль Бразильской Республики».

## Флаги кораблей и судов
| Флаг | Гюйс | Вымпел боевых кораблей |
| ---- | ---- | ---------------------- |
|      |      | нет данных             |

## Знаки различия

### Адмиралы и офицеры
| Категории               | Адмиралы      | Адмиралы              | Адмиралы       | Адмиралы         | Старшие офицеры         | Старшие офицеры    | Старшие офицеры    | Младшие офицеры   | Младшие офицеры   | Младшие офицеры | Младшие офицеры |
| ----------------------- | ------------- | --------------------- | -------------- | ---------------- | ----------------------- | ------------------ | ------------------ | ----------------- | ----------------- | --------------- | --------------- |
|                         |               |                       |                |                  |                         |                    |                    |                   |                   |                 |                 |
| Бразильское звание      | Almirante     | Almirante-de-esquadra | Vice-almirante | Contra-almirante | Capitão-de-mar-e-guerra | Capitão-de-fragata | Capitão-de-corveta | Capitão-tenente   | Primeiro-tenente  | Segundo-tenente | Guarda-marinha  |
| Российское соответствие | Адмирал флота | Адмирал               | Вице-адмирал   | Контр-адмирал    | Капитан 1-го ранга      | Капитан 2-го ранга | Капитан 3-го ранга | Капитан-лейтенант | Старший лейтенант | Лейтенант       | Мичман          |

### Сержанты и матросы
| Категории               | Подофицеры                   | Сержанты и старшины | Сержанты и старшины | Сержанты и старшины | Сержанты и старшины | Матросы        | Матросы |
| ----------------------- | ---------------------------- | ------------------- | ------------------- | ------------------- | ------------------- | -------------- | ------- |
|                         |                              |                     |                     |                     |                     |                | нет     |
| Бразильское звание      | Suboficial                   | Primeiro-sargento   | Segundo-sargento    | Terceiro-sargento   | Cabo                | Marinheiro     | Grumete |
| Российское соответствие | Главный корабельный старшина | Главный старшина    | Старшина 1 статьи   | Старшина 2 статьи   | Старшина 3 статьи   | Старший матрос | Матрос  |